# Antepipona mucronata
Antepipona mucronata är en stekelart som först beskrevs av Henri Saussure 1862.  Antepipona mucronata ingår i släktet Antepipona och familjen Eumenidae. Inga underarter finns listade i Catalogue of Life.